# حزب التجدد اللبناني
حزب التجدد اللبناني هو حزب قومي لبناني كان نشطا في السبعينات. أسس الحزب سنة 1972 على يد مجموعة من القوميين اللبنانيين من أبرزهم إتيان صقر والشاعر سعيد عقل. ارتكز برنامج الحزب على أن لبنان ليس جزءاً من العالم العربي وأن تراثه فينيقي وأن الأمة اللبنانية أمة متكاملة المواصفات. قدّم الحزب نفسه على أنه علماني وغير طائفي، وأكد أن الخطر على لبنان يكمن في اليسارية والوجود الفلسطيني. يعتبر حزب حراس الأرز الذي انطلق مع الحرب الأهلية اللبنانية خليفته.